# Biscogniauxia
Biscogniauxia is een geslacht van schimmels dat behoort tot de familie Xylariaceae.
Het geslacht is vernoemd naar Célestin Alfred Cogniaux, een Belgische botanicus.

## Kenmerken
Biscogniauxia deelt met het geslacht Hypoxylon de schijfvormige apicale ring in de ascus en de nodulisporium-achtige vruchtlichamen.

## Soorten
Volgens Index Fungorum telt het geslacht 61 soorten (peildatum februari 2023):
| Soortnaam                                          | Auteur(s)                                            | Publicatiejaar |
| -------------------------------------------------- | ---------------------------------------------------- | -------------- |
| Biscogniauxia africana                             | Y.M. Ju & J.D. Rogers                                | 1998           |
| Biscogniauxia albosticta                           | (Ellis & Morgan) Y.M. Ju & J.D. Rogers               | 1998           |
| Biscogniauxia alnophila                            | Lar.N. Vassiljeva & S.L. Stephenson                  | 2011           |
| Biscogniauxia ambiens                              | Y.M. Ju & J.D. Rogers                                | 2001           |
| Biscogniauxia anceps (Hazelaarkorstkogelzwam)      | (Sacc.) J.D. Rogers, Y.M. Ju & Cand.                 | 1996           |
| Biscogniauxia arima                                | F. San Martín, Y.M. Ju & J.D. Rogers                 | 1998           |
| Biscogniauxia atropunctata                         | (Schwein.) Pouzar                                    | 1979           |
| Biscogniauxia baileyi                              | (Berk. & Broome ex Cooke) Kuntze                     | 1891           |
| Biscogniauxia bartholomaei                         | (Peck) Lar.N. Vassiljeva                             | 1988           |
| Biscogniauxia breviappendiculata                   | J. Fourn. & Lechat                                   | 2017           |
| Biscogniauxia capnodes                             | (Berk.) Y.M. Ju & J.D. Rogers                        | 1998           |
| Biscogniauxia cinereolilacina                      | (J.H. Mill.) Pouzar                                  | 1979           |
| Biscogniauxia citriformis                          | (Whalley, Hammelev & Talig.) Van der Gucht & Whalley | 1992           |
| Biscogniauxia communapertura                       | Y.M. Ju & J.D. Rogers                                | 1998           |
| Biscogniauxia cylindrispora                        | Y.M. Ju & J.D. Rogers                                | 2001           |
| Biscogniauxia dendrobii                            | X.Y. Ma, K.D. Hyde & J.C. Kang                       | 2020           |
| Biscogniauxia dennisii                             | (Pouzar) Pouzar                                      | 1979           |
| Biscogniauxia discincola                           | (Schwein.) Lar.N. Vassiljeva                         | 1998           |
| Biscogniauxia divergens                            | (Theiss.) Whalley & Læssøe                           | 1990           |
| Biscogniauxia doidgeae                             | (J.H. Mill.) Whalley & Læssøe                        | 1990           |
| Biscogniauxia effusa                               | Q.R. Li, J.C. Kang & K.D. Hyde                       | 2015           |
| Biscogniauxia formosana                            | Y.M. Ju & J.D. Rogers                                | 2001           |
| Biscogniauxia fuscella                             | (Rehm) F. San Martín & J.D. Rogers                   | 1993           |
| Biscogniauxia gigas                                | (W. Phillips & Plowr.) Kuntze                        | 1891           |
| Biscogniauxia glaucae                              | Q.R. Li & J.C. Kang                                  | 2020           |
| Biscogniauxia granmoi                              | Lar.N. Vassiljeva                                    | 1998           |
| Biscogniauxia grenadensis                          | (J.H. Mill.) Whalley & Læssøe                        | 1990           |
| Biscogniauxia kalchbrenneri                        | (Sacc.) Y.M. Ju & J.D. Rogers                        | 1998           |
| Biscogniauxia kenyana                              | Mugambi, Huhndorf & J.D. Rogers                      | 2009           |
| Biscogniauxia latirima                             | Y.M. Ju & J.D. Rogers                                | 2001           |
| Biscogniauxia lithocarpi                           | Lar.N. Vassiljeva, S.L. Stephenson & K.D. Hyde       | 2012           |
| Biscogniauxia macula                               | (Cooke) Kuntze                                       | 1891           |
| Biscogniauxia magna                                | Samarak. & K.D. Hyde                                 | 2022           |
| Biscogniauxia mandshurica                          | Lar.N. Vassiljeva                                    | 1998           |
| Biscogniauxia mangiferae                           | Samarak. & K.D. Hyde                                 | 2020           |
| Biscogniauxia marginata                            | (Fr.) Pouzar                                         | 1979           |
| Biscogniauxia martinicensis                        | J. Fourn. & Lechat                                   | 2017           |
| Biscogniauxia mediterranea (Zwarte korstkogelzwam) | (De Not.) Kuntze                                     | 1891           |
| Biscogniauxia mucigera                             | Van der Gucht                                        | 1996           |
| Biscogniauxia nawawii                              | M.A. Whalley, Y.M. Ju, J.D. Rogers & Whalley         | 2000           |
| Biscogniauxia nigropapillata                       | J. Fourn. & Lechat                                   | 2017           |
| Biscogniauxia nothofagi                            | Whalley, Læssøe & Kile                               | 1990           |
| Biscogniauxia nummularia (Ruwe korstkogelzwam)     | (Bull.) Kuntze                                       | 1891           |
| Biscogniauxia petrensis                            | Z.F. Zhang, F. Liu & L. Cai                          | 2017           |
| Biscogniauxia philippinensis                       | (Ricker) Whalley & Læssøe                            | 1990           |
| Biscogniauxia phyllireae                           | (Mont.) Rappaz                                       | 1995           |
| Biscogniauxia pithodes                             | (Berk. & Broome) Whalley & Læssøe                    | 1990           |
| Biscogniauxia plana                                | (Petch) Y.M. Ju & J.D. Rogers                        | 1998           |
| Biscogniauxia plumbea                              | Y.M. Ju & J.D. Rogers                                | 1998           |
| Biscogniauxia querna                               | Pouzar                                               | 1986           |
| Biscogniauxia repanda                              | (Fr.) Kuntze                                         | 1891           |
| Biscogniauxia reticulospora                        | Y.M. Ju & J.D. Rogers                                | 1998           |
| Biscogniauxia rosacearum                           | M.L. Raimondo & Carlucci                             | 2016           |
| Biscogniauxia simplicior                           | Pouzar                                               | 1979           |
| Biscogniauxia sinuosa                              | (Theiss.) Y.M. Ju & J.D. Rogers                      | 1998           |
| Biscogniauxia uniapiculata                         | (Penz. & Sacc.) Whalley & Læssøe                     | 1990           |
| Biscogniauxia viscosicentra                        | J.D. Rogers, F. San Martín & Y.M. Ju                 | 2000           |
| Biscogniauxia waitpela                             | Van der Gucht                                        | 1996           |
| Biscogniauxia weldenii                             | (J.D. Rogers) Whalley & Læssøe                       | 1990           |
| Biscogniauxia whalleyi                             | N. Wangsawat, C. Phosri & N. Suwannasai              | 2021           |
| Biscogniauxia zelandica                            | Y.M. Ju & J.D. Rogers                                | 1998           |